# Supercoupe d'Espagne de football 1997
Navigation
Supercoupe d'Espagne 1996 Supercoupe d'Espagne 1998
La Supercoupe d'Espagne 1997 (en espagnol : Supercopa de España 1997) est la douzième édition de la Supercoupe d'Espagne, épreuve qui oppose le champion d'Espagne au vainqueur de la Coupe du Roi. Disputée en match aller-retour les 20 août 1997 et 23 août 1997, l'épreuve est remportée par le Real Madrid aux dépens du FC Barcelone sur le score cumulé de 5 à 3.
Il s'agit du cinquième titre du Real Madrid dans cette compétition. 

## Compétition
| Vainqueur Coupe | Aller | Score | Retour | Champion en titre |
| --------------- | ----- | ----- | ------ | ----------------- |
| FC Barcelone    | 2 - 1 | 3 - 5 | 1 - 4  | Real Madrid       |